# أماندا هاميلتون
أماندا هاميلتون (بالإنجليزية: Amanda Hamilton)‏ هي صحفية بريطانية، ولدت في 6 نوفمبر 1974 في إدنبرة في المملكة المتحدة.